# Ocimum nummularia
Ocimum nummularia là một loài thực vật có hoa trong họ Hoa môi. Loài này được (S.Moore) A.J.Paton mô tả khoa học đầu tiên năm 1992.